# Округ Вејн (Тенеси)
Округ Вејн (енгл. Wayne County) је округ у америчкој савезној држави Тенеси.

## Демографија
По попису из 2010. године број становника је 17.021, што је 179 (1,1%) становника више него 2000. године.
| Група             | 2000.          | 2010.          |
| Белци             | 15.383 (91,3%) | 15.535 (91,3%) |
| Афроамериканци    | 1.145 (6,8%)   | 978 (5,7%)     |
| Азијати           | 42 (0,2%)      | 30 (0,2%)      |
| Хиспаноамериканци | 142 (0,8%)     | 277 (1,6%)     |
| Укупно            | 16.842         | 17.021         |